# Historia del uniforme del Racing Club

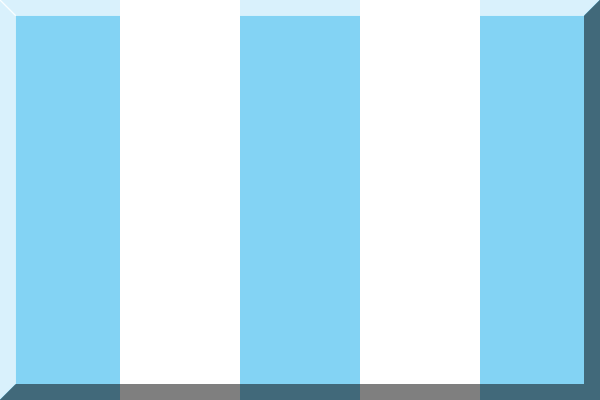
Diseño clásico utilizado en los uniformes titulares del Racing Club desde 1910.

El uniforme del Racing Club es un conjunto textil utilizado por los deportistas, predominantemente futbolistas, asociados a dicha institución deportiva con sede en la ciudad bonaerense de Avellaneda, Argentina. Se compone de una camiseta con bastones verticales celestes y blancos, acompañada de pantalones y medias en negro, azul o blanco, según la combinación utilizada.
Desde su fundación el 25 de marzo de 1903 (122 años), Racing Club comenzó a utilizar un uniforme íntegramente blanco y, en 1904, adoptó un diseño con bastones amarillos y negros de escueta duración. La siguiente vestimenta, celeste y salmón a cuadros, se utilizó hasta 1908; cuando se cambió a un diseño azul con una franja blanca en el medio. Finalmente, en 1910, el club adoptó de forma perpetua los colores celeste y blanco de la bandera argentina, en conmemoración del centenario de la Revolución de Mayo.
Las reglas del Fútbol establecen que «Los dos equipos participantes deben vestir colores que los diferencien entre sí». Ante la posible eventualidad de que en un encuentro ambos contendientes utilicen idénticos colores o similares, el equipo visitante debe cambiar por uno diferente. Según este requerimiento, habitualmente se refiere a la segunda opción de indumentaria como "segundo equipamiento", "camiseta visitante", "camiseta sustituta" o "camiseta alternativa".
Racing Club dispone de un uniforme alternativo a nivel oficial desde el año 1945, cuando la cantidad ingente de equipos en los torneos provocaban dichas similitudes; optando por una primera camiseta sustituta de color celeste con bordes blancos en cuello y mangas, pantalones azules y medias íntegramente celestes. Con el paso del tiempo las vestimentas alternas se destacarían con los colores negro, azul, blanco y celeste; realizando también una gran cantidad de homenajes a las camisetas originarias titulares del club, previas a la adopción del diseño clásico albiceleste.

## Historia
La primera camiseta de la institución fue de color blanca para abaratar costos. El 23 de julio de 1904 a través de una asamblea se decidió que se debía usar una vestimenta más colorida. Por ello se diseñó una a bastones amarillos y negros, pero su similitud con la camiseta del CURCC uruguayo incentivó su cambio luego de sólo una semana de su debut con estos colores. La segunda camiseta propuesta por Don Alejandro Carbone, era celeste y salmón a cuadros y se utilizó hasta 1908. La tercera camiseta era de color azul con una franja blanca en el pecho y fue utilizada hasta 1910 (año donde se logra el ascenso a la primera división ganándole la final a Boca Juniors). Finalmente Pedro Werner propuso en una nueva asamblea luego del ascenso en 1910 utilizar, en honor al centenario de la Primera Junta, los colores patrios de la bandera de la República Argentina: el celeste y el blanco.
| 1903 | 1904 | 1904 | 1908 | 1910 ➜ |

## Uniforme actual 2025
| Titular 2025 | Suplente 2025 | Tercera 2025 | Arquero 2025 A | Arquero 2025 B | Arquero 2025 C |  |

| Kappa               |
| Betsson             |
| Pax Assistence      |
| Río Uruguay Seguros |
| EA Sports           |
| Cetrogar            |
| Sur Finanzas        |

## Cronología
|                     |
| Pedro Ochoa en 1920 |

|                      |
| José Salomón en 1941 |

|                    |
| Mario Boyé en 1951 |

|                    |
| Rubén Díaz en 1965 |

|                   |
| Rubén Paz en 1988 |

### Uniformes primigenios
Estas son las primeras cuatro camisetas del club que fueron testeadas antes de adoptar el icónico diseño albiceleste final, inspirado en la bandera de la República Argentina.
| (1903-1904) | (1904) | (1904-1908) | (1908-1910) |

### Uniformes titulares
El uniforme titular de Racing Club desde 1910 consta de una camiseta celeste y blanca a bastones verticales (variando el grosor y la cantidad de los mismos a lo largo de la historia), junto con pantalones y medias en color negro, azul o blanco, dependiendo de las combinaciones realizadas. Sólo en 1998 se cambió ese diseño característico por el de bastones verticales diminutos que simulaban estar dentro de una franja horizontal.
| Titular 1910 | Titular 1920 | Titular 1930 | Titular 1940 A | Titular 1940 B | Titular 1950 A | Titular 1950 B | Titular 1950 C | Titular 1960 A | Titular 1960 B | Titular 1960 C |

| Titular 1973 | Titular 1976 | Titular 1978 | Titular 1980 | Titular 1985 | Titular 1988 | Titular 1990 | Titular 1991 | Titular 1992 | Titular 1993-94 | Titular 1995 |

| Titular 1996 | Titular 1997 | Titular 1998 | Titular 1999 | Titular 2000 | Titular 2001 | Titular 2002 | Titular 2003 | Titular 2004 | Titular 2005 | Titular 2006 |

| Titular 2007 | Titular 2008 | Titular 2008-09 | Titular 2009 | Titular 2010 | Titular 2011 | Titular 2012 | Titular 2013 | Titular 2014 | Titular 2015 | Titular 2016 |

| Titular 2017 | Titular 2018 | Titular 2019 | Titular 2020 | Titular 2021 | Titular 2022 | Titular 2023 | Titular 2024 | Titular 2025 |

### Uniformes alternativos
Generalmente en los uniformes suplentes de Racing Club se destacan los colores negro, azul o celeste. En algunas contadas ocasiones se utilizaron otros colores emulando a las camisetas primigenias del club. Por ejemplo en homenaje a la primera camiseta albina del club, se utilizaron casacas predominantemente blancas en los años 1977, 1978, 2021, 2022 y 2024. También se homenajeó a la segunda camiseta (a bastones verticales negros y amarillos, en 1973); a la tercera (con un diseño a cuadros de colores, en 2005, 2006 y 2008); y a la cuarta (con diseño de franjas horizontales en 1951, 1989, 1999, 2009, 2010, 2012 y 2013).
| Suplente 1945 | Suplente 1951 | Suplente 1964 | Suplente 1966 | Suplente 1967 | Suplente 1973 | Suplente 1974 | Suplente 1977 | Suplente 1978 | Suplente 1980 | Suplente 1983 |

| Suplente 1984 | Suplente 1986 | Suplente 1987 | Suplente 1989 | Suplente 1990 | Suplente 1991 | Suplente 1992 | Suplente 1993-94 | Suplente 1995 | Suplente 1996 | Suplente 1997 |

| Suplente 1998 | Suplente 1999 | Suplente 2000 | Suplente 2001 | Suplente 2002 | Suplente 2003 | Suplente 2004 | Suplente 2005 | Suplente 2006 | Suplente 2007 | Suplente 2008 |

| Suplente 2008-09 | Suplente 2009 | Suplente 2010 | Suplente 2011 | Suplente 2012 | Suplente 2013 | Suplente 2014 | Suplente 2015 | Suplente 2016 | Suplente 2017 | Suplente 2018 |

| Suplente 2019 | Suplente 2020 | Suplente 2021 | Suplente 2022 | Suplente 2023 | Suplente 2024 | Suplente 2025 |

### Uniformes terceros
| Tercera 1977 | Tercera 1978 | Tercera 1987 | Tercera 1988 | Tercera 1989 | Tercera 1991 | Tercera 1995 | Tercera 2000 | Tercera 2003 | Tercera 2004 | Tercera 2005 |

| Tercera 2012 | Tercera 2013 | Tercera 2014 | Tercera 2015 | Tercera 2016 | Tercera 2017 | Tercera 2018 | Tercera 2019 | Tercera 2020 | Tercera 2021 | Tercera 2022 |

| Tercera 2023 | Tercera 2024 | Tercera 2025 |

### Uniformes especiales
Ya sea por la participación en competencias internacionales, conmemorando aniversarios del Club o por diversos homenajes, se utilizaron uniformes especiales limitados para la ocasión.
| Mundial '78 (1978) | Supercopa (1988) | Sup. Supercopa (1988) | Amateur (2015) | Homenaje (2017) | Aniversario (2017) | Supercopa II (2018) | La Academia (2018) | Positiva (2019) | Paso a Paso (2021) | Avellaneda (2022) |

| Brillará (2023) | RC 1920 (2024) |

### Uniformes de arquero
Los guardametas de Racing a lo largo de la historia utilizaron uniformes coloridos con diseños particulares muy llamativos, predominando el verde, el salmón, el gris, el azul, el violeta y el amarillo.
|                      |
| Syla Arduino en 1915 |

|                            |
| Sergio Livingstone en 1943 |

|                           |
| Rogelio Domínguez en 1956 |

|                             |
| Agustín Mario Cejas en 1967 |

|                       |
| Ubaldo Fillol en 1973 |

| Arquero 1910 | Arquero 1925 | Arquero 1930 | Arquero 1940 | Arquero 1945 | Arquero 1950 | Arquero 1960 | Arquero 1967 A | Arquero 1967 B | Arquero 1970 | Arquero 1973 |

| Arquero 1978 | Arquero 1979 | Arquero 1980 | Arquero 1985 A | Arquero 1985 B | Arquero 1986 | Arquero 1987 | Arquero 1988 A | Arquero 1988 B | Arquero 1990 | Arquero 1991 |

| Arquero 1992 | Arquero 1993 | Arquero 1994 | Arquero 1995 | Arquero 1996 | Arquero 1997 | Arquero 1998 | Arquero 1999 | Arquero 2000 A | Arquero 2000 B | Arquero 2001 A |

| Arquero 2001 B | Arquero 2001 C | Arquero 2002 | Arquero 2003 | Arquero 2004 A | Arquero 2004 B | Arquero 2005 A | Arquero 2005 B | Arquero 2006 A | Arquero 2006 B | Arquero 2006 C |

| Arquero 2007 A | Arquero 2007 B | Arquero 2007 C | Arquero 2008 A | Arquero 2008 B | Arquero 2008 C | Arquero 2009 A | Arquero 2009 B | Arquero 2009 C | Arquero 2010 A | Arquero 2010 B |

| Arquero 2010 C | Arquero 2011 A | Arquero 2011 B | Arquero 2012 A | Arquero 2012 B | Arquero 2013 A | Arquero 2013 B | Arquero 2014 A | Arquero 2014 B | Arquero 2015 A | Arquero 2015 B |

| Arquero 2015 C | Arquero 2016 A | Arquero 2016 B | Arquero 2017 A | Arquero 2017 B | Arquero 2017 C | Arquero 2017 D | Arquero 2018 A | Arquero 2018 B | Arquero 2019 A | Arquero 2019 B |

| Arquero 2019 C | Arquero 2020 A | Arquero 2020 B | Arquero 2020 C | Arquero 2021 A | Arquero 2021 B | Arquero 2021 C | Arquero 2022 A | Arquero 2022 B | Arquero 2022 C | Arquero 2023 A |

| Arquero 2023 B | Arquero 2023 C | Arquero 2024 A | Arquero 2024 B | Arquero 2024 C | Arquero 2025 A | Arquero 2025 B | Arquero 2025 C |  |

## Patrocinio

Los colores que identifican a Racing Club son el celeste y el blanco en honor a los colores patrios de la Argentina.

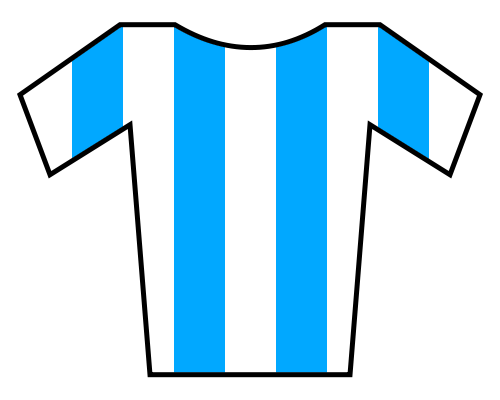
Diseño clásico de la camiseta titular de «La Academia» a franjas verticales albicelestes utilizado desde 1910.

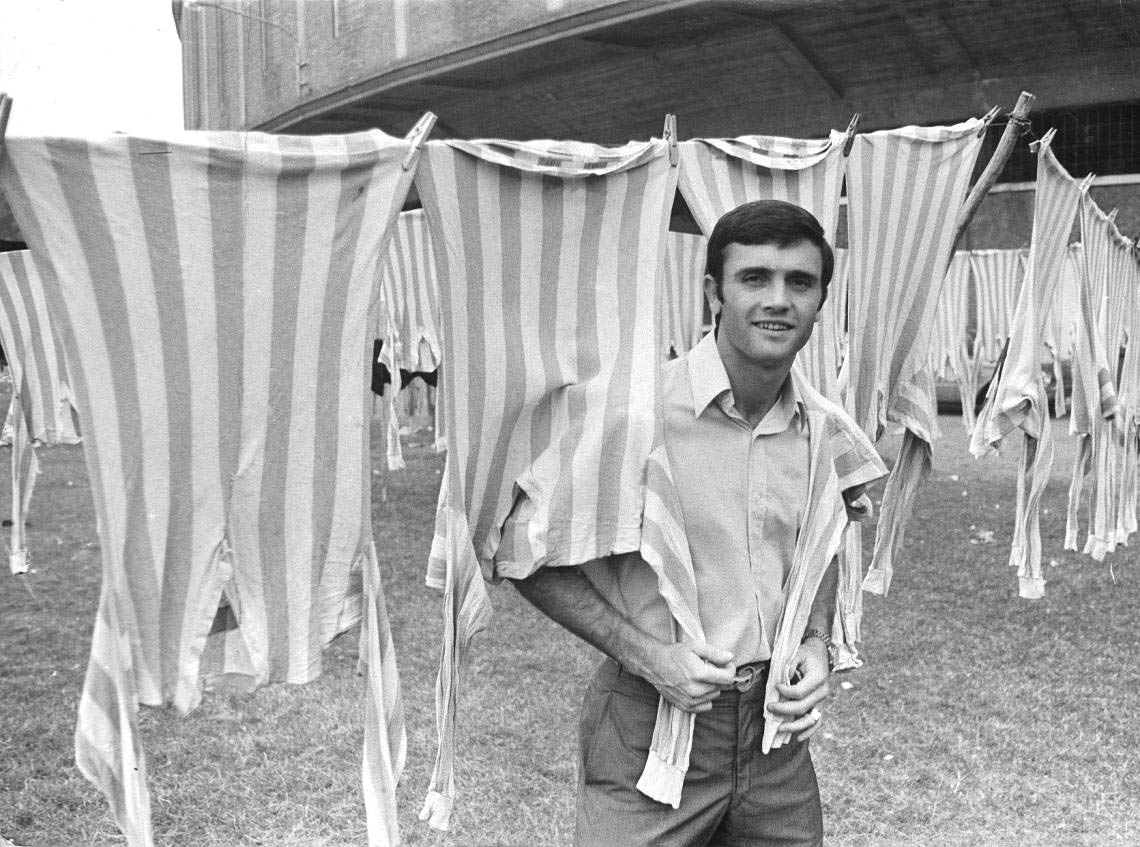
Roberto Perfumo rodeado de camisetas de Racing Club en 1966.

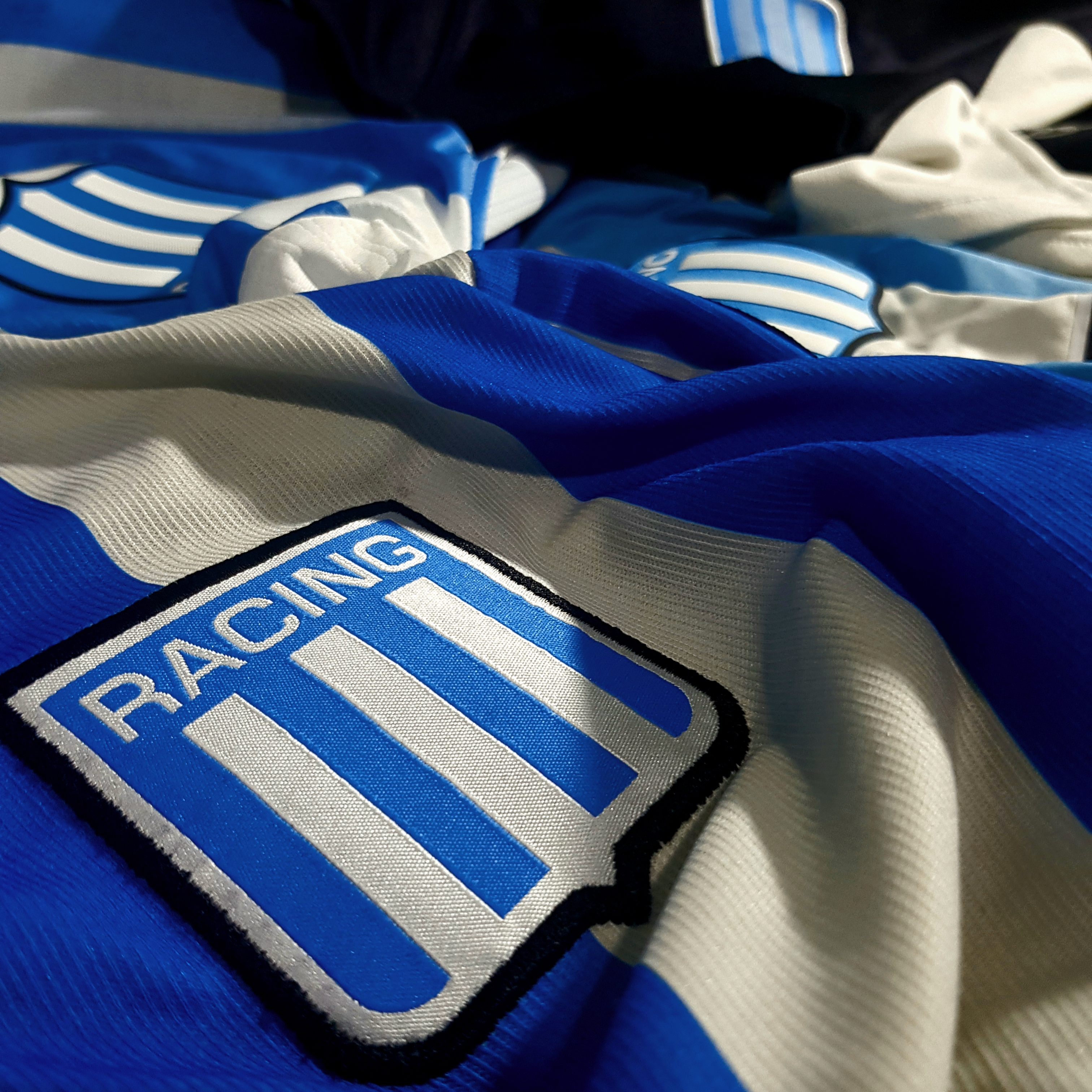
Algunas de las camisetas de Racing Club utilizadas a lo largo de su historia.

| Período     | Proveedor       | Patrocinador primario (pecho) | Patrocinador secundario (manga) | Patrocinador terciario (short) | Patrocinador cuaternario (dorsal) | Patrocinador quinario (espalda) | Patrocinador senario (lumbar) |
| ----------- | --------------- | ----------------------------- | ------------------------------- | ------------------------------ | --------------------------------- | ------------------------------- | ----------------------------- |
| 1903 - 1910 | Ninguno         | Ninguno                       | Ninguno                         | Ninguno                        | Ninguno                           | Ninguno                         | Ninguno                       |
| 1910 - 1920 | Saint Margaret  | Ninguno                       | Ninguno                         | Ninguno                        | Ninguno                           | Ninguno                         | Ninguno                       |
| 1920 - 1950 | Gath & Chaves   | Ninguno                       | Ninguno                         | Ninguno                        | Ninguno                           | Ninguno                         | Ninguno                       |
| 1951 - 1958 | Casa Testai     | Ninguno                       | Ninguno                         | Ninguno                        | Ninguno                           | Ninguno                         | Ninguno                       |
| 1958 - 1961 | Sportlandia     | Ninguno                       | Ninguno                         | Ninguno                        | Ninguno                           | Ninguno                         | Ninguno                       |
| 1962 - 1974 | Industria Lanús | Ninguno                       | Ninguno                         | Ninguno                        | Ninguno                           | Ninguno                         | Ninguno                       |
| 1975 - 1980 | Uribarri        | Ninguno                       | Ninguno                         | Ninguno                        | Ninguno                           | Ninguno                         | Ninguno                       |
| 1980 - 1981 | Adidas          | Ninguno                       | Ninguno                         | Ninguno                        | Ninguno                           | Ninguno                         | Ninguno                       |
| 1981 - 1982 | Sportlandia     | Ninguno                       | Ninguno                         | Ninguno                        | Ninguno                           | Ninguno                         | Ninguno                       |
| 1983        | Nanque          | Ninguno                       | Ninguno                         | Ninguno                        | Ninguno                           | Ninguno                         | Ninguno                       |
| 1983 - 1985 | Adidas          | Ninguno                       | Ninguno                         | Ninguno                        | Ninguno                           | Ninguno                         | Ninguno                       |
| 1985 - 1987 | Adidas          | Fides                         | Ninguno                         | Ninguno                        | Ninguno                           | Ninguno                         | Ninguno                       |
| 1987 - 1989 | Adidas          | Nashua                        | Ninguno                         | Ninguno                        | Ninguno                           | Ninguno                         | Ninguno                       |
| 1989 - 1990 | Adidas          | Inca Seguros                  | Ninguno                         | Ninguno                        | Ninguno                           | Ninguno                         | Ninguno                       |
| 1990 - 1991 | Adidas          | Salicrem                      | Ninguno                         | Ninguno                        | Ninguno                           | Ninguno                         | Ninguno                       |
| 1991 - 1994 | Adidas          | Rosamonte                     | Ninguno                         | Ninguno                        | Ninguno                           | Ninguno                         | Ninguno                       |
| 1994 - 1995 | Adidas          | Multicanal                    | Ninguno                         | Ninguno                        | Ninguno                           | Ninguno                         | Ninguno                       |
| 1995 - 1997 | Topper          | Multicanal                    | Ninguno                         | Ninguno                        | Ninguno                           | Ninguno                         | Ninguno                       |
| 1998        | Taiyo           | Multicanal                    | Ninguno                         | Ninguno                        | Ninguno                           | Ninguno                         | Ninguno                       |
| 1998        | Adidas          | Multicanal                    | Ninguno                         | Ninguno                        | Ninguno                           | Ninguno                         | Ninguno                       |
| 1999 - 2000 | Adidas          | Banco Provincia               | Ninguno                         | Ninguno                        | Ninguno                           | Ninguno                         | Ninguno                       |
| 2000 - 2001 | Adidas          | Ninguno                       | Ninguno                         | Ninguno                        | Ninguno                           | Ninguno                         | Ninguno                       |
| 2001 - 2002 | Topper          | Sky                           | Ninguno                         | Ninguno                        | Ninguno                           | Ninguno                         | Ninguno                       |
| 2002 - 2003 | Topper          | Ninguno                       | Ninguno                         | Ninguno                        | Ninguno                           | Ninguno                         | Ninguno                       |
| 2003 - 2005 | Topper          | Petrobras                     | Ninguno                         | Ninguno                        | Ninguno                           | Ninguno                         | Ninguno                       |
| 2006        | Nike            | Petrobras                     | Ninguno                         | Ninguno                        | Ninguno                           | Ninguno                         | Ninguno                       |
| 2006 - 2008 | Nike            | Banco Macro                   | Ninguno                         | Ninguno                        | Ninguno                           | Ninguno                         | Ninguno                       |
| 2008 - 2009 | Penalty         | Banco Macro                   | Ninguno                         | Ninguno                        | Ninguno                           | Ninguno                         | Ninguno                       |
| 2010 - 2013 | Olympikus       | Banco Hipotecario             | Ninguno                         | Ninguno                        | Ninguno                           | Ninguno                         | Ninguno                       |
| 2014 - 2015 | Topper          | Banco Hipotecario             | Ninguno                         | Ninguno                        | Ninguno                           | Ninguno                         | Ninguno                       |
| 2016        | Topper          | RCA                           | Banco Ciudad                    | Ninguno                        | Ninguno                           | Ninguno                         | Ninguno                       |
| 2017 - 2018 | Kappa           | RCA                           | Banco Ciudad                    | Pagodiario                     | Ninguno                           | Ninguno                         | Ninguno                       |
| 2018        | Kappa           | RCA                           | Banco Ciudad                    | Ninguno                        | Ninguno                           | Ninguno                         | Ninguno                       |
| 2019        | Kappa           | RCA                           | Banco Ciudad                    | Cabify                         | Ninguno                           | Ninguno                         | Ninguno                       |
| 2019        | Kappa           | Fiat                          | Banco Ciudad                    | Cabify                         | EA Sports                         | Ninguno                         | Ninguno                       |
| 2020 - 2021 | Kappa           | Aeroset                       | Banco Ciudad                    | RUS                            | EA Sports                         | Ninguno                         | Ninguno                       |
| 2021 - 2022 | Kappa           | Aeroset                       | Banco Ciudad                    | RUS                            | EA Sports                         | Ninguno                         | Etica+                        |
| 2023 - 2024 | Kappa           | Digital Ad Expert             | RUS                             | Ninguno                        | EA Sports                         | Betsson                         | Sur Finanzas                  |
| 2024        | Kappa           | RCA                           | RUS                             | Ninguno                        | EA Sports                         | Betsson                         | Sur Finanzas                  |
| 2025        | Kappa           | Betsson                       | RUS                             | Pax Assistance                 | EA Sports                         | Cetrogar                        | Sur Finanzas                  |

### Efemérides

Adidas, primer patrocinio del club.

- En 1910, la marca inglesa Saint Margaret fue la encargada de confeccionar la primera camiseta de Racing Club.
- En 1980, el club comienza a utilizar patrocinio en su uniforme por primera vez con la marca de indumentaria deportiva alemana Adidas.
- En 1985, Racing comienza a utilizar publicidad en su camiseta por vez primera con la marca de la compañía de seguros Fides.[6]
- La camiseta denominada Firmamento, creada por Topper en el año 2014, se convierte en la indumentaria suplente más vendida de la historia del club.[7]
- En 2016, Racing estrena un segundo patrocinador en su camiseta por primera vez en su historia con el Banco Ciudad de Buenos Aires.[8]
- En 2017, Racing llega a un acuerdo de patrocinio con la empresa Pagodiario para aparecer en el short del equipo, siendo esta la primera vez que el club muestra un tercer patrocinador.
- En 2019, Racing incorpora un patrocinador cuaternario por primera vez en su historia con la empresa desarrolladora de videojuegos EA Sports para aparecer en los números de su espalda.[9]
- En diciembre de 2020 la empresa Aeroset (patrocinador principal del fútbol masculino), extiende su patrocinio al fútbol femenino y a todas las divisiones juveniles de fútbol del Club.[10]
- En 2021, Racing estrena un quinto patrocinador por primera vez en su historia con la prestadora de servicios de salud Etica+.[11]
- En 2025, Racing incorpora a su indumentaria un sexto patrocinador por primera vez en su historia, con la compañía de asistencia al viajero Pax Assistance.[12]

### Inscripciones

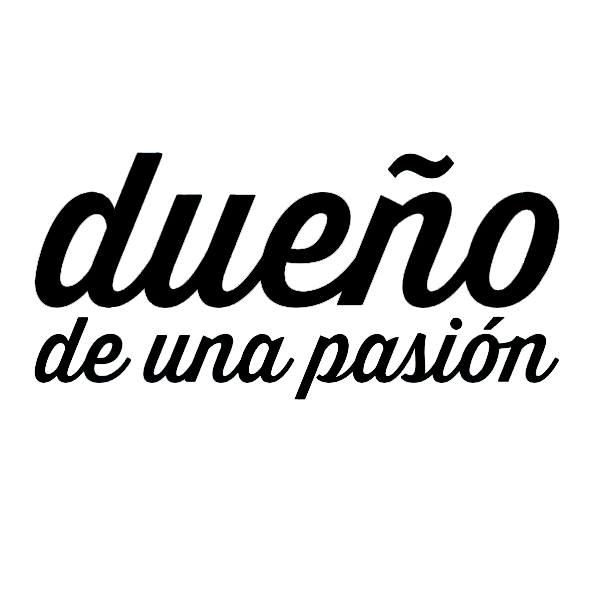
Frase emblemática de la camiseta.

En algunas contadas excepciones, el pecho de la camiseta académica lució unas inscripciones determinadas en lugar del clásico patrocinador privado.
- Desde el año 2015 en conmemoración al Día de la madre, los nombres de los jugadores en la espalda son reemplazados por el nombre de sus respectivas madres.[13][14][15]

| Año  | Frase                       | Motivo de su uso |
| ---- | --------------------------- | --- |
| 1996 | «No a las drogas»           | Debido a una campaña nacional de concientización en la lucha contra las drogas.                                       |
| 1996 | «麻薬反対»                  | En la gira de Racing por Japón, siguió la campaña contra las drogas con el mensaje en japonés contra el Jubilo Iwata. |
| 1998 | «Sí a Entre Ríos»           | En agradecimiento a la provincia de Entre Ríos por la pretemporada realizada allí, recordando la anterior frase.      |
| 2008 | «Racing Club»               | Por la tardanza en renovar con el patrocinador (Banco Macro), se tapó el logo del mismo con el nombre del club.       |
| 2010 | «Dueño de una pasión»       | El Banco Hipotecario seleccionó por votación una frase elegida por los hinchas en reemplazo del logo.                 |
| 2012 | «TECHO»                     | Campaña de la ONG "Un Techo para mi País" utilizada en la final de la Copa Argentina contra Boca Juniors.             |
| 2015 | «La pasión tiene dueño»     | Nuevamente el Banco Hipotecario al renovar el convenio con el club, actualizó la frase anterior por una nueva.        |
| 2017 | «El primer campeón mundial» | Por motivos del 50º aniversario de la consagración mundial y aprovechando el fin del contrato con RCA.                |
| 2022 | «Pasión eterna»             | Mediante el Fan Tokens, los hinchas eligieron por votación el lema inscripto en la camiseta de entrenamiento.         |